# Slag bij Big Black River Bridge
De Slag bij Big Black River Bridge vond plaats op 17 mei 1863 in Hinds County, Mississippi tijdens de Amerikaanse Burgeroorlog. Na de Slag bij Champion Hill werd het Zuidelijke leger van generaal John C. Pemberton achtervolgd door het Army of Tennessee van generaal-majoor Ulysses S. Grant. Bij de Big Black River probeerden de Zuidelijken de Noordelijke opmars te vertragen.

## Achtergrond
Na hun nederlaag bij Champion Hill bereikten de Zuidelijken de Big Black River Bridge. Pemberton liet drie brigades achter onder leiding van John S. Bowen om de fortificaties rond de brug te bemannen. Zo wilde Pemberton de Noordelijke opmars naar Vicksburg vertragen.

## De slag
In de ochtend van de 17de mei vertrokken drie divisies van generaal-majoor John A. McClernands XIII Corps vanuit Edwards Station. Bij de brug botsten ze op de ingegraven Zuidelijke brigades. Ze hadden hun stellingen versterkt met katoenbalen. De Zuidelijke artillerie opende als eerste het vuur. De 2de brigade van de 14de divisie onder leiding van brigadegeneraal Michael K. Lawler vielen de Zuidelijke stellingen aan. Ze stormden naar voor en doorwaadden de rivier tot aan de versterkte posities. Dit deel van de Zuidelijke stellingen werd verdedigd door brigadegeneraal John Vaughn. Onder druk van de aanval trokken de Zuidelijken zich terug. Ze staken de bruggen in brand bij hun terugtocht.

## Gevolgen
De Noordelijken maakten ongeveer 1.700 krijgsgevangenen. Dit was een verlies dat de Zuidelijken zich moeilijk konden permitteren. Minder dan de helft van het Zuidelijke leger dat bij Champion Hill gevochten had, bereikte de relatieve veiligheid van de fortificaties rond Vicksburg.